# 海部宣男
海部 宣男（かいふ のりお、1943年9月21日 - 2019年4月13日）は、日本の天文学者。専門は、電波天文学・赤外線天文学。特に星間物質、星と惑星の形成に関する研究。国立天文台名誉教授。学位は、理学博士（東京大学・1973年）。叙従四位、瑞宝中綬章受章。

## 人物・来歴
1943年、新潟市出身。生後8か月から2歳くらいまで佐渡島で過ごしていた。
1998年に日本学士院賞を受賞した。2012年～2015年国際天文学連合 (IAU) 会長。
叙従四位、瑞宝中綬章受章。
2019年 逝去。75歳没。

## 科学上の業績
1966年、大学院生として赤羽賢治、森本雅樹らによる宇宙電波グループに参加。わが国初の先端大型望遠鏡である長野県野辺山の口径45ｍ大型電波望遠鏡の設計から建設まで、中心的な役割を果たした。この際、波長が最も短い電波であるミリ波におよる星間分子スペクトルの天文学的重要性に着目し、45ｍ電波望遠鏡の高精度化を進める一方、超大型音響光学型電波分光計を世界に先駆けて開発した。完成後はこれらを用いて星間分子雲からの星の形成の観測、また分子科学の研究者と協力して多くの新分子を宇宙で発見するなど、新しい分野であるミリ波の観測・研究で第一線に立った。この業績により、1987年に森本雅樹とともに仁科記念賞（ミリ波天文学の開拓）、1998年に日本学士院賞（星間物質の研究）を受賞した。査読付きジャーナルへの欧文論文約120編のほか、国際研究会発表論文50編、赤羽・海部・田原著『宇宙電波天文学』などのテキストがある。
1991年、建設を開始するすばる望遠鏡プロジェクトのため野辺山宇宙電波観測所から国立天文台本部（三鷹市）に移り、公募により「すばる望遠鏡」のニックネームを選んだ。1994年からすばるプロジェクト推進部主幹、また1997年からは初代ハワイ観測所長として日本で初めての海外観測所を立ち上げ、またマウナ・ケア山頂での建設をリードして、すばる望遠鏡を完成に導いた。
2000年にすばる望遠鏡の建設を終えて帰国し、国立天文台長となる。ミリ波・サブミリ波の国際計画アルマ望遠鏡を米・欧と共に建設する計画を開始させた。また法人化の波の中で大学共同利用機関法人への転換に尽力し、国立天文台の新たな体制を整備した。
任期満了で天文台を退職後は放送大学教授となり、日本学術会議での活動と並行して科学の社会教育に尽力した。研究面では長年のテーマだった「宇宙の生命」に関する研究とその推進に取り組み、地球科学・生命科学の研究者らと共同作業を進めている。
この間、1980年代後半からイギリス赤外線望遠鏡 (UKIRT) と野辺山とのミリ波・赤外線日英協力計画を主導して大きな成果を収め、英国王立天文学会から外国人会友 (Associate) に推挙された。また1990年以来、東アジアの天文学交流を進める「東アジア天文学者会議 (EAMA)」を組織し、2005年に日本・中国・韓国・台湾の国立天文機関の協議体であるEACOA(東アジア中核天文台連合)を設立した。国際天文学連合 (IAU) でも1997年から2000年まで会長予定者 (President Elect of Executive Committee)、2000年から2003年まで副会長を務めるなど、国際的にも広く活動してきた。2009年からIAU会長予定者を務め、2012年8月にIAU会長に就任（任期は2015年まで）。IAU会長を務めるのはアジアで3人目、日本では古在由秀に次いで2人目である。

## 社会的活動

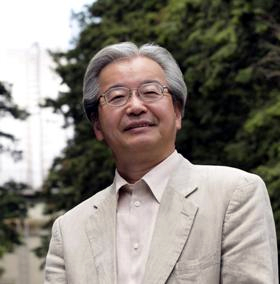
内閣官房内閣広報室のメールマガジンへの寄稿に際して公表された肖像写真

2005年に日本学術会議会員に推され、第三部（理学・工学）部長となる。2011年までの任期6年の間、改組直後の日本学術会議の組織整備、学術全分野からの発信としての「日本の展望」を推進した。また、日本として初めての全科学分野を網羅する「学術の大型計画マスタープラン」を実現し、日本の科学政策に貢献した。
科学の普及には野辺山での活動など早くから取り組み、子供向け・一般向けの著書が多数ある。1977年に絵本『時間のけんきゅう』でサンケイ児童出版文化賞（科学賞）を受けたほか、科学の本の書評を10年以上続け、2012年に『世界を知る101冊』で毎日書評賞を受賞した。詩歌・文学と宇宙・科学をつなぐ著作も多い。2009年のユネスコ・IAU共同「世界天文年2009」では日本委員長および国際組織委員、その後は研究者・教育者・アマチュア団体を網羅した「日本天文協議会」会長など、科学と天文学の普及に取り組む。
放送大学では、科学の社会教育・科学コミュニケーションをテーマに天文宇宙教育カリキュラムの刷新、修士課程学生の教育、新しいイメージによる講義の作成などに取り組んだほか、放送大学客員教授として、教育・指導にあたった。

## 略歴
- 1961年 - 麻布高等学校卒業
- 1965年 - 東京大学教養学部基礎科学科卒業
- 1969年 - 東京大学大学院理学系研究科天文学専攻博士課程中退
- 1969年 - 東京大学理学部助手（天文学教室）
- 1979年 - 東京大学東京天文台助教授（野辺山宇宙電波観測所）
- 1987年 - 仁科記念賞
- 1988年 - 国立天文台発足に伴い国立天文台教授（電波天文学研究系）
- 1991年 - 国立天文台すばる望遠鏡計画の開始に伴い光赤外線天文学研究系教授
- 1994年 - すばる望遠鏡プロジェクト推進部主管
- 1997年 - 米国ハワイ州ヒロに赴任、国立天文台ハワイ観測所初代所長
- 1998年 - 日本学士院賞
- 2000年 - 国立天文台台長
- 2005年 - 日本学術会議会員（2011年まで）
- 2006年 - 国立天文台を任期満了退職
- 2007年 - 放送大学教授（自然と環境・自然環境システム）
- 2012年
  - 放送大学を任期満了退職
  - 国際天文学連合 (IAU) 会長（2015年まで）
  - 毎日書評賞
- 2019年 - 膵臓癌のため東京都八王子市の自宅で死去[10]。75歳没。

## 家族・親族
父は札幌地方裁判所所長を務めた裁判官の海部安昌。
曽祖父は尾張徳川家の家令、御相談人を務めた海部昂蔵。
妻は高校教諭。長男は人類進化学者の海部陽介。三男は生態学者の海部健三。
元内閣総理大臣の海部俊樹は従兄、ノーベル物理学賞を受賞した物理学者の小林誠は従弟。
そのほか、縁戚に海部正樹、海部篤、海部壮平らがいる。

## 著書
- 『銀河から宇宙へ』（新日本出版社・新日本新書 1972）
- 『宇宙の果てへの旅 夢の観測船でたどる最新の宇宙像』（大和出版 1978）（新潮文庫 1987）
- 『時間のけんきゅう』原誠 絵（岩波書店 算数と理科の本 1981）（サンケイ児童出版文化賞（科学賞））
- 『あっ！ 星が生まれる』伊東章夫 絵（新日本出版社 1985、改定版 1992）
- 『まて！ 宇宙ぼうちょう』伊東章夫 絵（新日本出版社 1986、改定版 1992）
- 『電波望遠鏡をつくる』（大月書店 1986）
- 『まわれ！ 太陽系』伊東章夫 絵（新日本出版社 1987、改定版 1992）
- 『宇宙のキーワード』（岩波ジュニア新書 1991）
- 『宇宙史の中の人間』（人間の歴史を考える）（岩波書店 1993）（講談社+α文庫 2003）
- 『宇宙の謎はどこまで解けたか』（新日本出版社自然と人間シリーズ 1995）
- 『宇宙をうたう 天文学者が訪ねる歌びとの世界』（中公新書 1999）
- 『望遠鏡 宇宙の観測』 (岩波講座物理の世界 ものを見るとらえる) 岩波書店, 2005
- 『すばる望遠鏡の宇宙 ハワイからの挑戦』（岩波新書カラー版 2007）
- 『天文歳時記』（角川選書 2008）
- 『星めぐり歳時記 宇宙吟遊・光とことば』（じゃこめてい出版 2009）
- 『世界を知る101冊 -- 科学から何が見えるか --』（岩波書店 2011、毎日書評賞）
- 『77冊から読む科学と不確実な社会』（岩波書店 2019）

### 共編著・監修
- 『現代天文学講座 第11巻 宇宙の観測 1 光と電波による観測』（西村史朗共編 恒星社厚生閣 1981）
- 『星と宇宙の科学』（佐藤文隆共著：新潮文庫 1985年）
- 『ひろがる宇宙』（長谷川哲夫共著：岩波書店 岩波ジュニア科学講座 1985、改定版1994）
- 『宇宙電波天文学』（赤羽賢司, 田原博人共著：共立出版 1986）
- 『人類の住む宇宙』 (シリーズ現代の天文学 第1巻)岡村定矩、池内了、佐藤勝彦、永原裕子共編、日本評論社 2007）
- 『宇宙のなぜ?』（ズバリ答えます!600人の小学生からとどいたたくさんのなぜ?）監修、ナムーラミチヨ 絵、偕成社 2007）
- 『物質環境科学2 宇宙・自然システムと人類 新訂』（杉山直、佐々木晶共編著、放送大学教育振興会 2008）
- 『宇宙を読み解く』（吉岡一男共著、放送大学教育振興会 2009）
- 『太陽系の科学』（吉岡一男共編著、放送大学教育振興会 2010）
- 『進化する宇宙〈改定版）』（吉岡一男共編著、放送大学教育振興会 2011）
- 『誰かに伝えたい!勇気がわいてくる科学者の言葉』全3巻（監修、金の星社 2012）
- 『自然を理解するために 現代の自然科学概論』（星元紀共編著、放送大学教育振興会 2012）
- 『思惟する天文学 宇宙の公案を解く』（佐藤勝彦、池内了、佐治晴夫、渡部潤一、髙柳雄一、平林久、寿岳潤、大島泰郎、的川泰宣共著 新日本出版社 2013）
- 『宇宙・自然システムと人類 自然環境科学プログラム 新訂』（杉山直、佐々木晶共編著 放送大学教育振興会 2014）
- 『宇宙生命論』（星元紀,丸山茂徳共編 東京大学出版会 2015）

### 翻訳
- S.ミットン『銀河を探る』 (岩波現代選書 岩波書店 1980）